# Tibouchina steyermarkii
Tibouchina steyermarkii är en tvåhjärtbladig växtart som beskrevs av John Julius Wurdack. Tibouchina steyermarkii ingår i släktet Tibouchina och familjen Melastomataceae. Inga underarter finns listade i Catalogue of Life.